# Bønne (Vigna)
Bønne (Vigna) er en slægt med ca. 100 arter, som er udbredt i tropiske områder af Afrika og Asien. Det er krybende eller klatrende (enkelte arter: oprette) urteagtige planter eller halvbuske. Ingen af arterne har torne, men nogle danner rodknolde. Bladene er spredtstillede, stilkede og oftest uligefinnede. Småbladene er helrandede eller lappede. Blomsterne sidder enkeltvis eller få sammen ved bladhjørnerne eller i endestillede stande. De enkelte blomster er 4- eller 5-tallige og uregelmæssige med gulle, purpurrøde eller violette kronblade. Frugterne er bælge med 3-50 frø. Frøene er nyreformede eller kvadratiske.
Her beskrives kun de arter og underarter, der er økonomisk betydningsfulde i Danmark.
| Beskrevne arter |

- Azukibønne (Vigna angularis)
- Bambarajordnød (Vigna subterranea)
- Mungbønne (Vigna radiata)
- Måttebønne (Vigna aconitifolia)
- Risbønne (Vigna umbellata)
- Sneglebønne (Vigna caracalla)
- Urdbønne (Vigna mungo)
- Vignabønne (Vigna unguiculata)
  - Catjangbønne (Vigna unguiculata ssp. cylindrica)
  - Meterbønne (Vigna unguiculata ssp. sesquipedalis)

| Andre arter |

| - Vigna adenantha - Vigna ambacensis - Vigna angivensis - Vigna antillana - Vigna candida - Vigna comosa - Vigna dalzelliana - Vigna decipiens - Vigna desmodioides - Vigna elegans - Vigna filicaulis - Vigna friesiorum - Vigna frutescens - Vigna gazensis - Vigna glabrescens - Vigna gracilis - Vigna heterophylla - Vigna hispida - Vigna hosei - Vigna juncea - Vigna khandalensis - Vigna kirkii | - Vigna lanceolata - Vigna lasiocarpa - Vigna laurentii - Vigna linearis - Vigna lobatifolia - Vigna longifolia - Vigna luteola - Vigna marina - Vigna membranacea - Vigna minima - Vigna monophylla - Vigna multiflora - Vigna multinervis - Vigna nakashimae - Vigna nervosa - Vigna nigritia - Vigna nuda - Vigna o-wahuensis - Vigna oblongifolia - Vigna parkeri - Vigna peduncularis - Vigna pilosa | - Vigna pygmaea - Vigna racemosa - Vigna reflexopilosa - Vigna reticulata - Vigna sandwicensis - Vigna schimperi - Vigna speciosa - Vigna spectabilis - Vigna stenoloba - Vigna subramaniana - Vigna trilobata - Vigna triphylla - Vigna truxilensis - Vigna venulosa - Vigna verticillata - Vigna vexillata - Vigna wittei |